# Alkimos
Alkimos byl v letech 163 př. n. l. až 160 př. n. l. židovským veleknězem v Jeruzalémě.
Alkimos patřil do kněžského rodu Sádokovců, ze kterého se po staletí vybírali jeruzálémští velekněží. Do úřadu se dostal v roce 163 př. n. l. v průběhu makabejského povstání. Sám však patřil spíše k umírněným prohelénistickým kruhům a přestože byl z počátku uznáván i makabejskými, dostal se s nimi brzy do konfliktu, když nechal popravit 60 příznivců makabejské strany a byl nucen z Jeruzaléma uprchnout.
Útočiště hledal v Antiochii, kde se nedlouho předtím zmocnil syrského trůnu Démétrios I. Sótér. Démétrios poslal s Alkimem zpět do Judska svého vojevůdce Nikanóra, aby jej znovu dosadil do úřadu. Nikanörovo vojsko však bylo u Adasy na hlavu poraženo a samotný Nikanór v bitvě zahynul. Démétrios proto záhy vyslal nové vojsko v čele s Bakchidem, který již byl úspěšnější. Na podzim roku 161 př. n. l. poblíž Jeruzaléma porazil židovské síly pod velením Judy Makabejského, který v bitvě padl. Díky Bakchidovu vítazství byl Alkimos opět na krátko dosazen do svého úřadu, již v létě roku 160 př. n. l. však zemřel, patrně na mrtvici.